# Suso Cecchi D'Amico

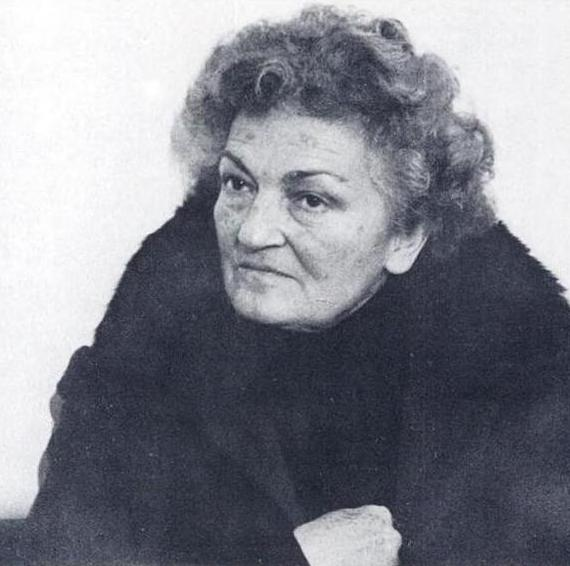
Suso Cecchi D'Amico

Giovanna (Suso) Cecchi D'Amico (Rome, 21 juli 1914 – aldaar, 31 juli 2010) was een Italiaans scenarioschrijfster.
Cecchi D'Amico was de dochter van auteur Emilio Cecchi. Ze schreef vanaf 1946 meer dan 110 scenario's. Ze werkte daarbij nauw samen met de regisseur. Vanaf het begin van haar carrière werkte ze mee aan meesterwerken uit de Italiaanse cinema, zoals Ladri di biciclette (1948) van Vittorio De Sica. Ze werd vooral bekend in de jaren '60 en '70 door haar samenwerking met de regisseurs Franco Zeffirelli en Luchino Visconti. In de jaren '80 schreef ze vooral mee aan films in het lichtere genre. Ze bleef tot op hoge leeftijd actief in de filmindustrie. Ze was tot aan haar dood getrouwd met de muziekwetenschapper Fidele D'Amico. Met hem had ze drie kinderen.

## Filmografie (selectie)
- 1946: Mio figlio professore
- 1946: Roma città libera
- 1947: Il delitto di Giovanni Episcopo
- 1947: Vivere in pace
- 1947: L'onorevole Angelina
- 1948: Ladri di biciclette
- 1949: Cielo sulla palude
- 1949: Fabiola
- 1949: Le mura di Malapaga
- 1950: È Primavera
- 1950: È più facile che un cammello...
- 1950: Prima comunione
- 1950: Romanzo d'amore
- 1951: Bellissima
- 1951: Miracolo a Milano
- 1952: Processo alla città
- 1952: Il mondo le condanna
- 1952: Buongiorno, elefante!
- 1952: Camicie rosse
- 1953: Il sole negli occhi
- 1953: Febbre di vivere
- 1953: La signora senza camelie
- 1953: I vinti
- 1953: Siamo donne
- 1954: Senso
- 1954: Graziella
- 1954: Cento anni d'amore
- 1954: Tempi nostri
- 1954: L'allegro squadrone
- 1954: Peccato che sia una canaglia
- 1954: Proibito
- 1955: Le amiche
- 1956: Kean
- 1956: La finestra sul Luna Park
- 1956: La fortuna di essere donna
- 1957: Mariti in città
- 1957: Difendo il mio amore
- 1957: Le notti bianche
- 1958: I soliti ignoti
- 1958: La sfida
- 1958: Nella città l'inferno
- 1959: I magliari
- 1959: Estate violenta
- 1960: Risate di gioia
- 1960: La contessa azzurra
- 1960: It Started in Naples
- 1960: Rocco e i suoi fratelli
- 1961: Il relitto
- 1962: Salvatore Giuliano
- 1962: Renzo e Luciana
- 1962: The Best of Enemies
- 1962: Les Quatre Vérités
- 1963: Il gattopardo
- 1964: Gli indifferenti
- 1965: Io, io, io... e gli altri
- 1965: Casanova '70
- 1965: Vaghe stelle dell'orsa
- 1966: Le fate
- 1966: Spara forte, più forte, non capisco
- 1967: The Taming of the Shrew
- 1967: Lo straniero
- 1968: L'uomo, l'orgoglio, la vendetta
- 1969: Senza sapere niente di lei
- 1969: Infanzia, vocazione e prime esperienze di Giacomo Casanova, veneziano
- 1970: Metello
- 1971: La Mortadella
- 1972: Perché?
- 1972: Il diavolo nel cervello
- 1972: Fratello sole, sorella luna
- 1972: Le avventure di Pinocchio (televisie)
- 1972: Ludwig
- 1973: Amore e ginnastica
- 1974: Amore amaro
- 1974: Conversation Piece
- 1975: Prete, fai un miracolo
- 1976: Dimmi che fai tutto per me
- 1976: L'innocente
- 1976: Caro Michele
- 1977: Jesus of Nazareth (televisie)
- 1983: Les Mots pour le dire
- 1984: Bertoldo, Bertoldino e... Cacasenno
- 1984: Cuore
- 1985: Le due vite di Mattia Pascal
- 1986: Caravaggio
- 1986: Speriamo che sia femmina
- 1987: I soliti ignoti vent'anni dopo
- 1987: Oci ciornie
- 1987: La storia (televisie)
- 1987: Ti presento un'amica
- 1988: I picari
- 1989: Stradivari
- 1989: La moglie ingenua e il marito malato (televisie)
- 1990: Il male oscuro
- 1991: Rossini! Rossini!
- 1992: Parenti serpenti
- 1993: La fine è nota
- 1994: Cari fottutissimi amici
- 1995: Facciamo paradiso
- 1998: La stanza dello scirocco
- 1998: Der Letzte Sommer - Wenn Du nicht willst
- 1999: Panni sporchi
- 1999: Un amico magico: il maestro Nino Rota
- 1999: My Voyage to Italy
- 2000: Come quando fuori piove (televisie)
- 2000: Il cielo cade
- 2005: Raul - Diritto di uccidere
- 2005: Tre fratelli